# Bliss (vírus de computador)
Bliss é um vírus de computador que infeta sistemas Linux. Quando executado, tenta ligar-se aos ficheiros executáveis cujo utilizador básico não tem acesso. No caso da versão "alfa", isso impedia os executáveis de funcionarem, chamando a atenção dos utilizadores. Não se propaga com muito sucesso devido ao sistema de privilégios de utilizadores do Linux.
O código fonte do vírus foi colocado na Usenet comp.security.unix pelo seu autor a 5 de fevereiro de 1997.
É o segundo vírus conhecido para Linux, depois do Staog.
Quando o vírus Bliss foi lançado, vendedores de programas antivirus e distribuições Linux lançaram conselhos de segurança para notificarem os utilizadores dos potenciais riscos.   O Debian continua a considerar-se a si mesmo como vulnerável ao vírus  Bliss; contudo e devido aos requisitos para a infeção ocorrer apenas sob o utilizador "root", o risco é considerado mínimo.